# Верескуни (річка)
Верескуни, Іваниця — річка в Україні, у Ічнянському районі Чернігівської області. Ліва притока Смошу (басейн Дніпра).

## Опис
Довжина річки 17 км., похил річки — 2 м/км. Площа басейну 124 км².

## Розташування
Бере початок сході від Пролісків. Тече переважно на південний захід через село Верескуни і у Іваниці впадає у річку Смош, ліву притоку Удаю.
Населені пункти вздовж берегової смуги: Бережівка, Загін, Зоцівка. 
Річку перетинає автомобільна дорога Т 2529